# José Sarmento Matos
José Sarmento Matos (Lisboa, 27 de novembro de 1988) é um fotógrafo documental português radicado em Londres, no Reino Unido.

## Carreira
Sarmento Matos concentra o seu trabalho de fotografia independente em projetos de longo/médio prazo. “How Can I Help You?”, trabalho realizado em 2016, é uma história sobre a vida dos trabalhadores sem rosto de call centers na Índia e nas Filipinas, publicada em diversos títulos da imprensa internacional. Este projeto também foi exposto no Espaço Santa Catarina, em Lisboa, em 2017.
Como jornalista e fotógrafo, o português tem vindo a cobrir temas relacionados com a desigualdade social, racial e de identidade, analisando questões relevantes do mundo contemporâneo, com especial enfoque nas histórias pessoais de cada um. Ao mesmo tempo, Sarmento Matos também canaliza muito da sua atenção para a fotografia de rua, documentando o quotidiano de Londres, cidade onde reside há diversos anos.
Em 2014, concluiu o mestrado em Fotografia Documental e Fotojornalismo no London College of Communication. Também em Londres, iniciou, um ano antes, a série fotográfica "Documenting East London", que foi exibida em Lisboa, no Espaço Cultural das Mercês, em março de 2019, bem como publicada no "The Lens Blog" do New York Times.
Foi premiado pela Magnum Photos, em 2015, como um dos 30 melhores fotógrafos com menos de 30 anos no mundo, com o "Turning The Page". Desenvolvido em Portugal, o projeto centrou-se na mudança de indivíduos traumatizados em consequência de crimes violentos. Este projeto esteve exposto em diferentes galerias em Portugal, desde novembro de 2015 até finais de 2016, e em 2015 foi exibido numa exposição da Organização das Nações Unidas em Paris co-organizado com a Dysturb.
Também em 2015 fez parte do projeto Sea Change, um colectivo de fotografia documental sobre os jovens europeus de hoje e como estes estavam a lidar com a crise social e financeira na Europa. O projeto foi publicado em formato de livro e exibido em galerias e espaços de cidades como Londres, Oslo, Berlim, Stavanger e Viena.
De 2017 a 2019 pesquisou e canalizou o seu trabalho para documentar a diáspora portuguesa na Venezuela e o fenómeno da emigração invertida que acontecia em Portugal. "Venezuelan Dream" é a história de uma família migrante e a sua perda de pertença e identidade. Esta história foi publicada no jornal norte-americano The Washington Post.
Em 2020, arrecadou o prémio principal do Estação Imagem e tornou-se bolseiro da National Geographic Society depois de receber uma bolsa de emergência para trabalhar num projeto com a comunidade do bairro da Jamaica, no Seixal, em Portugal, sobre habitação e desigualdade racial em tempos de pandemia COVID-19. Desta colaboração resultou o filme "Jamaika", exibido no Doc Lisboa 2021, e uma exposição no museu MAAT, em Lisboa, no mesmo ano. No decorrer desse projeto, em 2024, publicou por conta própria o livro "Jamaika".
Além de trabalhar em diversos projetos pessoais, tem sido colaborador freelancer de títulos como o The New York Times, The Washington Post, Bloomberg, Le Monde, Libération, Newsweek, The Guardian ou Al Jazeera, entre muitos outros.

## Vida pessoal
É sobrinho do renomado historiador e olisipógrafo português José Sarmento de Matos, falecido em 28 de Outubro de 2018.

## Exposições
- 2024 - "Jamaika" na Narrativa, em Lisboa, Portugal[10]
- 2021 - "Jamaika também é Portugal" no MAAT, em Lisboa, Portugal[11]
- 2019 - "Documenting East London" no Espaço Cultural das Mercês, em Lisboa, Portugal[12]
- 2017 - "How Can I Help You?" - Espaço Santa Catarina, em Lisboa, Portugal[13]